# Synodontis victoriae
Synodontis victoriae là một loài cá thuộc họ Mochokidae. Loài này có ở Kenya, Tanzania, và Uganda. Môi trường sống tự nhiên của chúng là sông ngòi và hồ nước ngọt. Chúng hiện đang bị đe dọa vì mất môi trường sống.